# Лидер-тауэр
Башня «Лидер» (в просторечии Башня «Конституция») — 42-этажный небоскрёб на юге Санкт-Петербурга.  Высота здания, по сообщениям застройщика, составила 145,5 м (высота первого и второго этажей 4,5 метра, типовых этажей 3,4 метра). Первое здание в городе (и второе после Петербургской телебашни сооружение), которое стало выше городской доминанты — Петропавловского собора. Небоскрёб расположен в Московском районе на площади Конституции, откуда и появилось второе название. Строительство завершено в 2013 году. Башня покрыта светящимся медиафасадом, используемым для рекламных трансляций.

## Строительство
Строительство башни началось в феврале 2009 года по проекту ООО «Ремарк», но уже в начале мая 2009 года строительные работы были приостановлены по неизвестным причинам на уровне фундамента, строительство возобновилось лишь через 9 месяцев, в феврале 2010 года.
В здании разместят бизнес-центр класса A площадью 52,7 тыс. м2. На участке планируется построить подземную пятиуровневую стоянку на 250 автомобилей. Кроме того, застройщик высказывал идею разместить на здании вертолётную площадку, однако от задумки отказались. Без учёта выкупа земли весь комплекс работ инвестор «Лидер Групп» оценивает в 3 млрд рублей или 100 млн долларов.
Ряд участников рынка высказывали сомнения в рентабельности бизнес-центра, назвав выбранное место неудачным для такого масштабного проекта. Источники, близкие к управляющей компании, сообщали, что в небоскрёбе могут разместиться структуры Газпрома. Высказывались версии, что компания может занять как треть здания, так и выкупить его полностью, чтобы разместить офис «Газпром нефти». Официально ни одна из версий не была подтверждена. И уже в 2010 году стало известно, что офис Газпрома Лахта-центр будет располагаться в Приморском районе Санкт-Петербурга.
Земля под строительство была выкуплена в 2007 году. В 2009 году застройщик ООО «Фрегат» получил градостроительный план участка и разрешение на строительство. Однако в 2010 году во время строительства небоскрёба Комитет по градостроительству и архитектуре издал приказ об отмене градостроительного плана, поскольку «при анализе существующих архитектурно-планировочных решений, связанных с вопросом высотности, обнаружены недостатки при согласовании градостроительной документации по объекту». В Комитете предположили, что поскольку здание находится в створе Вознесенского проспекта, оно может испортить городскую панораму при обзоре с Исаакиевского собора. Строительство остановлено не было, а решение КГА было успешно оспорено в Арбитражном суде.

## Ход строительства
- 13 ноября 2011 года — ведётся строительство 42-го надземного этажа, а также остекление башни на уровне 11-го этажа[9].
- 11 декабря 2011 года — башня завершена в каркасе. Ведётся остекление башни на уровне 18-го этажа.
- 25 января 2012 года — ведётся остекление башни на уровне 24-го этажа[10].
- 10 июня 2012 года — каркас здания закончен (42 этажа), ведётся остекление 40-го этажа, ориентировочная дата окончания строительных работ — октябрь 2012 года[11].
- 9 декабря 2012 года — завершено остекление 42-го этажа здания, в фасад монтируется медиафасад, ориентировочная дата ввода в эксплуатацию перенесена с октября 2012 года на февраль 2013 года[12].

## Медиафасад
Главной особенностью башни является высокотехнологичный медиафасад. 5040 светодиодных трубок общей протяжённостью более 16 500 метров вмонтированы в фасад здания с шагом один метр. В светлое время суток поверхность фасада отражает небо и окружающие объекты, а в тёмное на медиафасаде включается видеоизображение, которое по специальной технологии может транслироваться на все четыре стороны башни одновременно.
На медиафасаде транслируются рекламные, тематические или абстрактные изображения.
В 2017 году комитет по печати Санкт-Петербурга путём судебного разбирательства требовал демонтировать медиафасад здания. Во-первых, его установка не была согласована с комитетом по архитектуре и градостроительству Санкт-Петербурга (КГА), во-вторых, по мнению чиновников, яркое рекламное изображение не соответствует архитектурному облику города и негативно взаимодействует с окружающей средой. Однако истец проиграл суд, так как не смог доказать, что медиафасад используется «исключительно в целях демонстрации рекламы». Позднее представители «Лидер Групп» сообщали о достижении договорённости с властями, по которой коммерческий контент не будет превышать 30 % трансляционного времени на медиафасаде.
В январе 2019 года представители организации, подведомственной комитету по печати, пытались произвести демонтаж медиафасада, ссылаясь на его незаконную установку ввиду отсутствия согласования с КГА. Но представители собственника здания оказали «противодействие демонтажу конструкции».

## Галерея

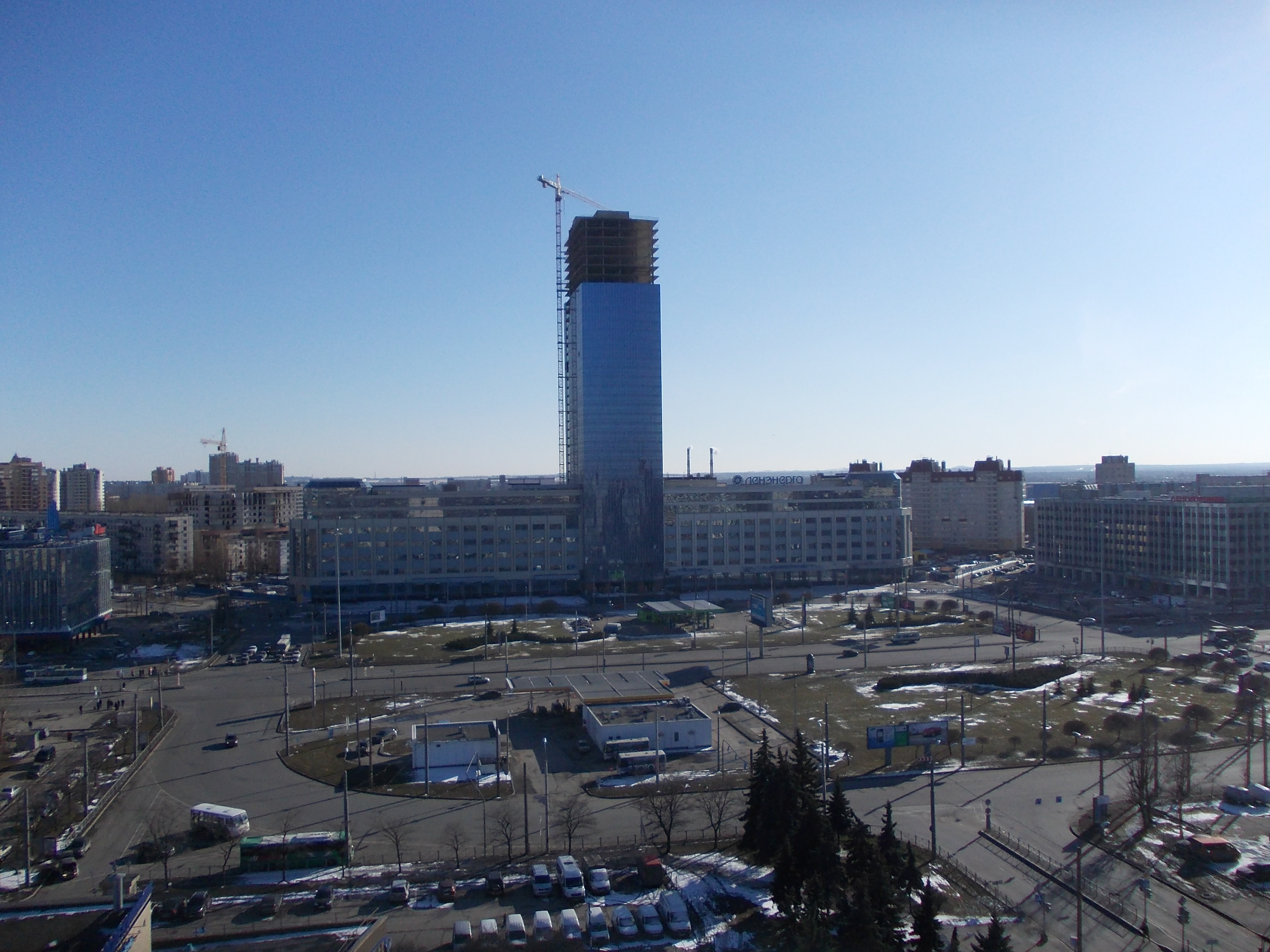
Строительство башни. Март 2012 года.
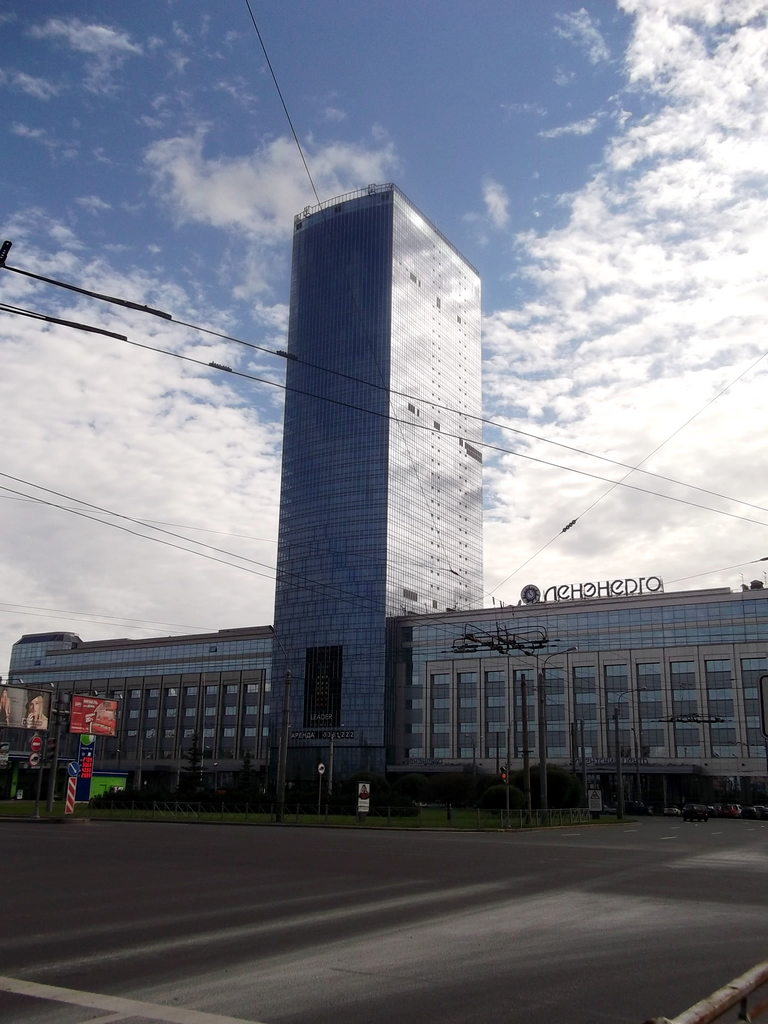
«Лидер Тауэр» в 2012 году
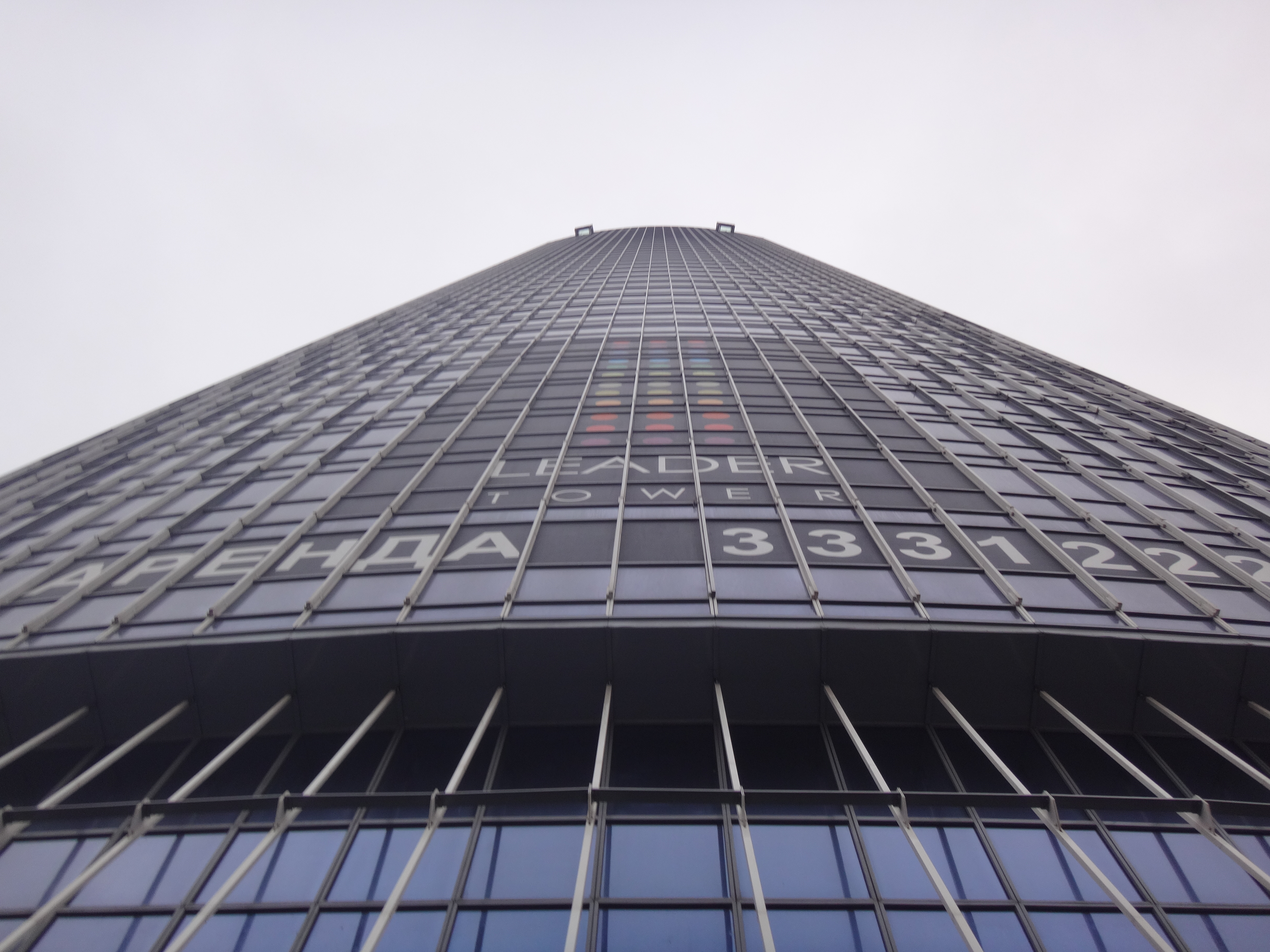
«Лидер Тауэр» в перспективе снизу вверх
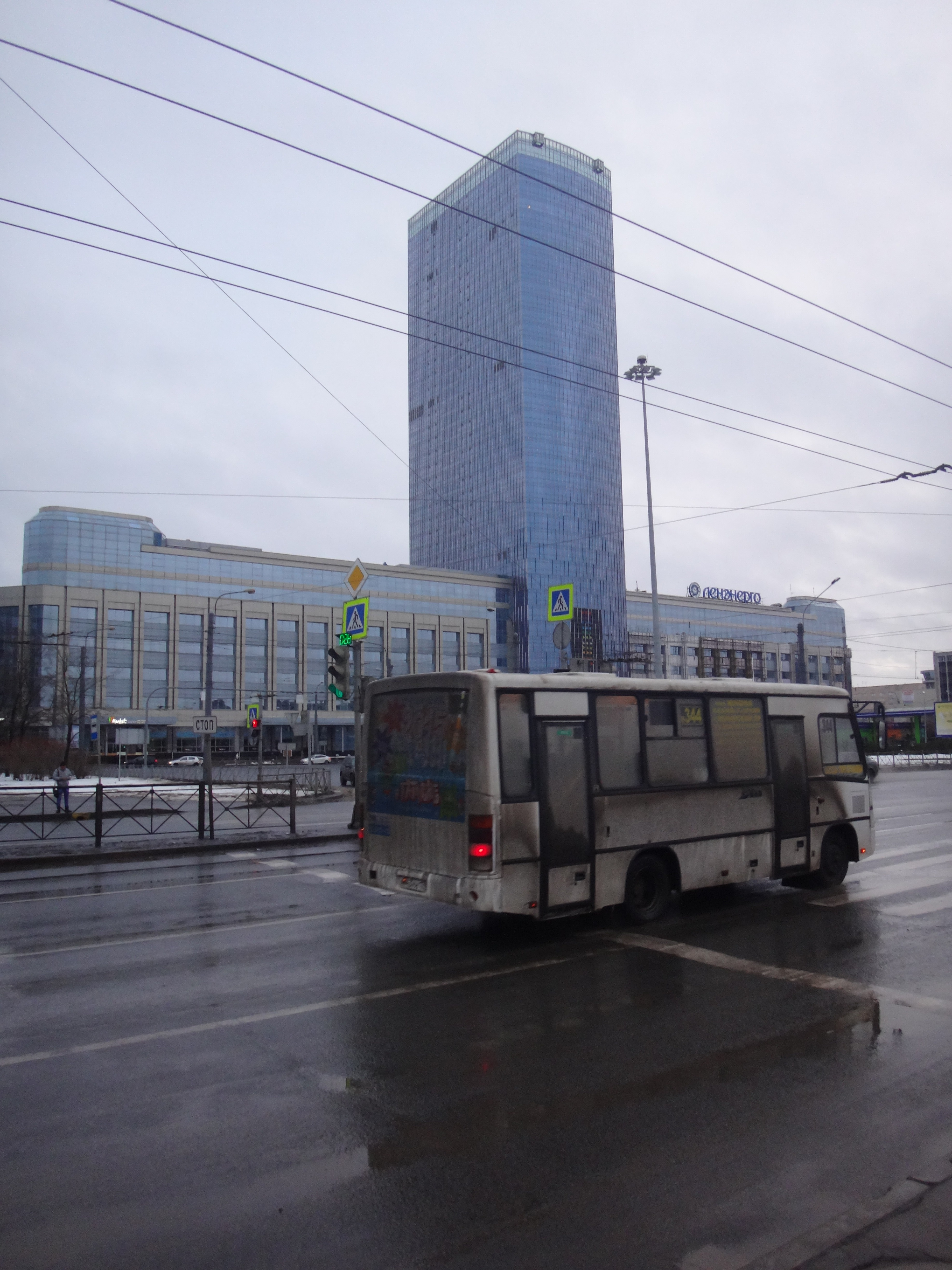
«Лидер Тауэр» 1 января 2015 года
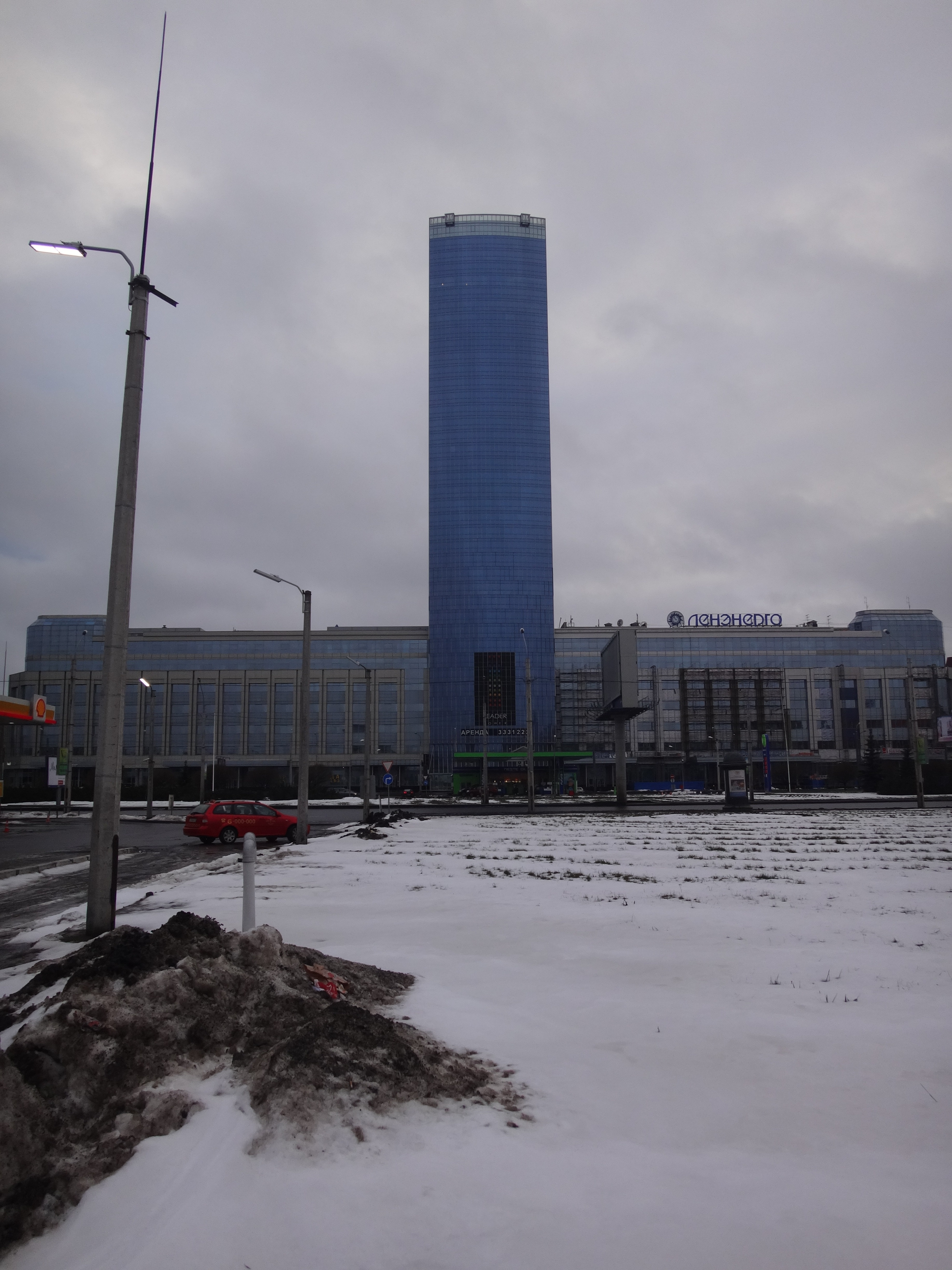
Вид на «Лидер Тауэр» от Новоизмайловского проспекта
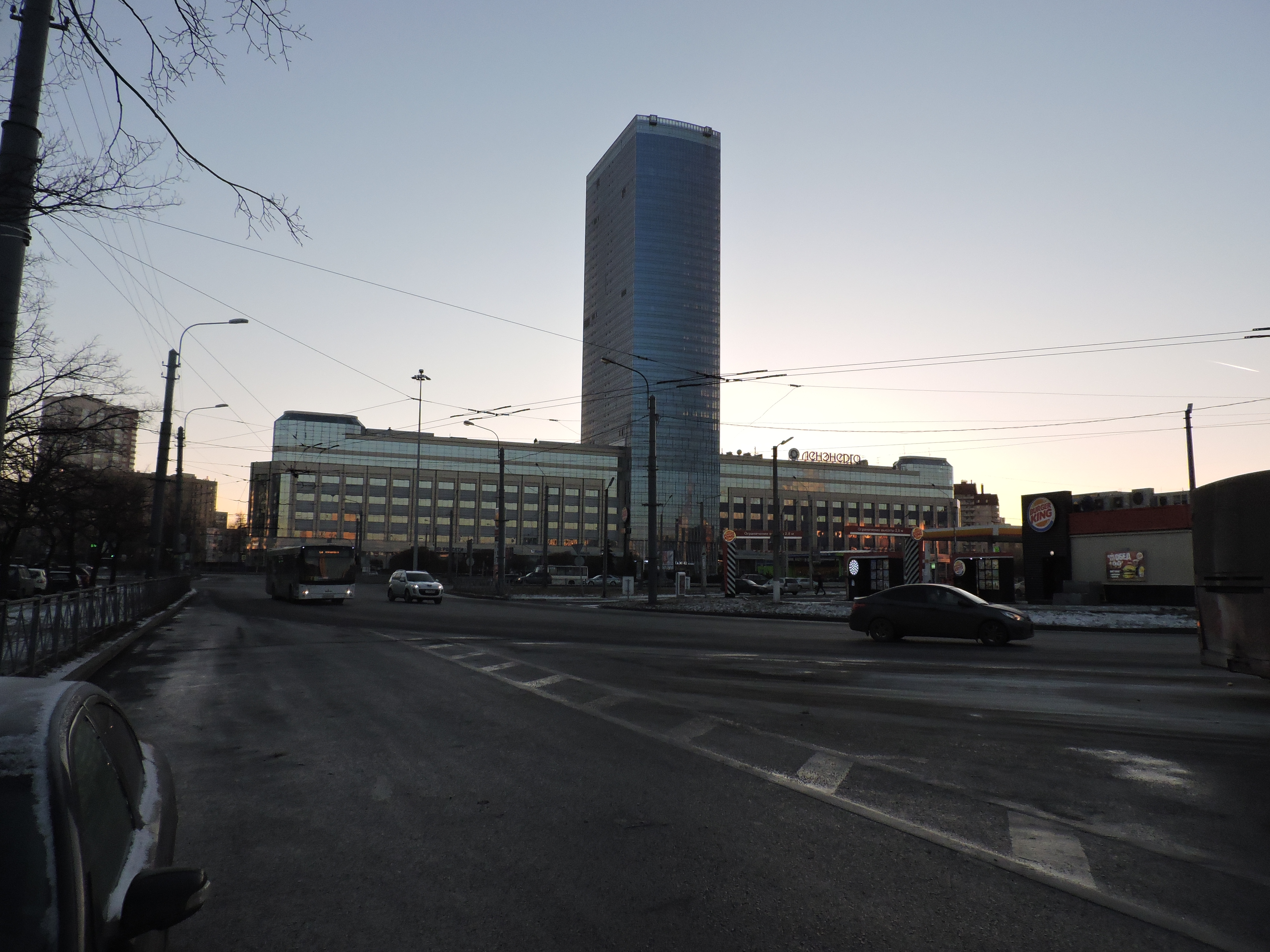
«Лидер Тауэр» 1 января 2016 года
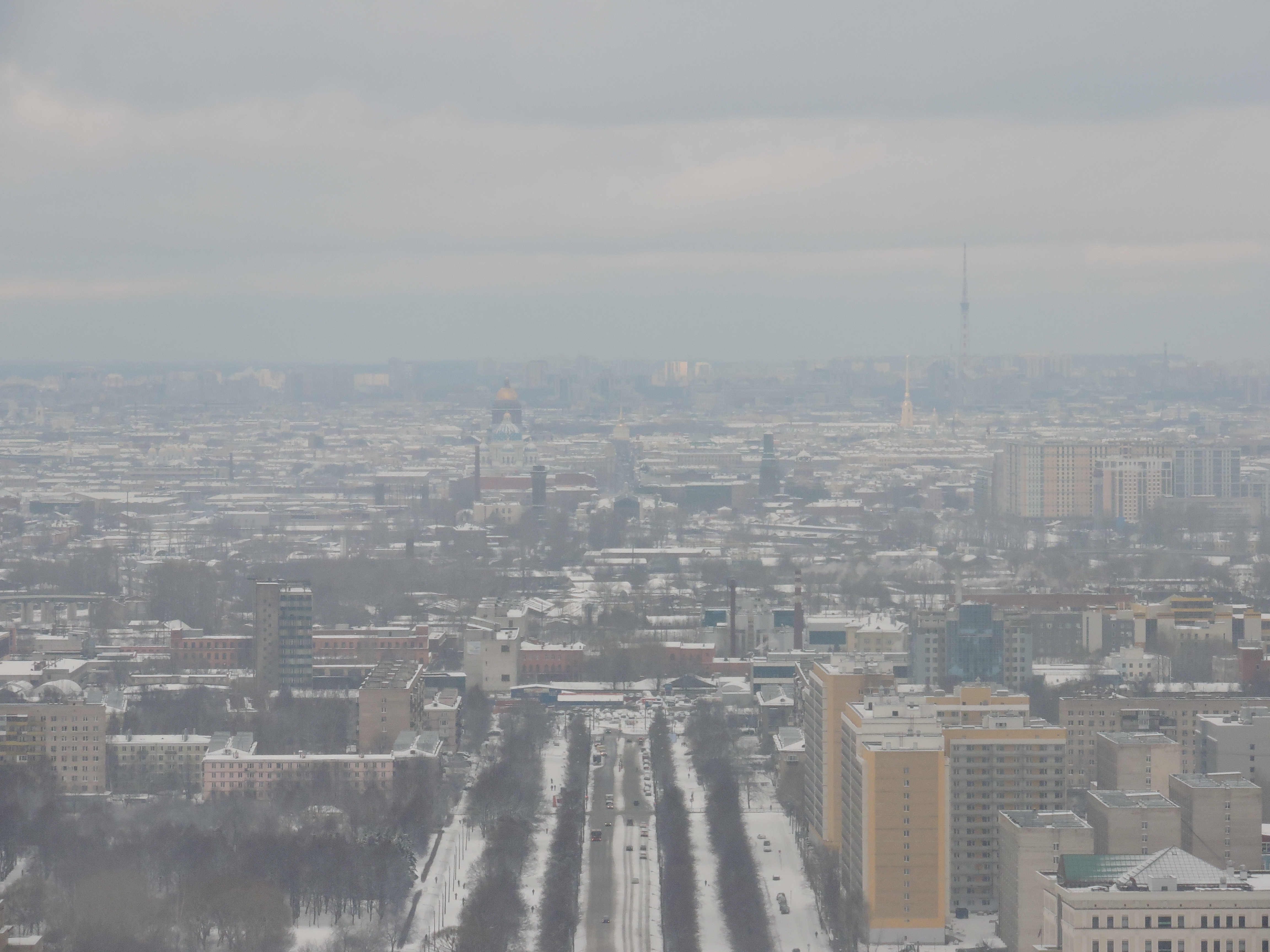
Вид на центр города с 41-го этажа

## В культуре
- Представлен как офис YouTube, в короткометражном фильме "Последняя кнопка 2", за авторством блогера TheBrianMaps.